# Igreja Presbiteriana Evangélica do Malawi e Moçambique
A Igreja Presbiteriana Evangélica do Malawi e Moçambique (IPEMM) - em inglês Evangelical Presbyterian Church of Malawi and Mozambique (EPCMM)  - é uma denominação reformada presbiteriana no Malawi e no Moçambique. Foi formada em 2008, por um grupo de 7 pastores, sob liderança do Rev. Rex Chitekwe, que de separaram de outras denominações presbiterianas do Malawi, com o apoio da Igreja Presbiteriana Evangélica da Austrália e Igreja Pregrina Aliança de Singapura.

## História
Em 2004, 7 pastores de outras denominações presbiterianas do Malawi, sob liderança do Rev. Rex Chitekwe, se reuniram por discordarem da doutrina de suas igrejas. Uma das doutrinas defendida pelo grupo era a salmodia exclusiva.
Consequentemente, estes pastores fundaram, em 2008, a Igreja Presbiteriana Evangélica do Malawi.
A denominação rapidamente começou a plantar igrejas e se espalhou pelo país. A partir do crescimento, a denominação começou a plantar igrejas no Moçambique, em áreas de maoria muçulmana, e mudou seu nome para "Igreja Presbiteriana Evangélica do Malawi e Moçambique".
Este grupo entrou em contato com a Igreja Presbiteriana Evangélica da Austrália, que, em agosto de 2011, enviou professores para a formação de pastores no país. 
Posteriormente, a Igreja Peregrina Aliança de Singapura também começou a auxiliar o grupo.

## Doutrina
A IPEMM subscreve a Confissão de Fé de Westminster, Catecismo Maior de Westminster e Breve Catecismo de Westminster. Além disso, a denominação se diferencia de outras do país por adotar a salmodia exclusiva.

## Relações intereclesiásticas
A denominação é membro parte da Fraternidade Reformada Mundial.
Em 2013, se candidatou a membro da Conferência Internacional das Igrejas Reformadas.